# آن وارد (مناصرة)
آن وارد (نيي تيبوالد، 1825 - 31 مايو 1896) كانت أول رئيسة وطنية لاتحاد النساء النيوزيلندي للاعتدال المسيحي من 1885 إلى 1887، وعضو بارز في حركة حق المرأة في التصويت في نيوزيلندا.

## النشأة والهجرة إلى نيوزيلندا
كانت آن تيتبولد ابنة توماس وجين تيدبوالد (تيدبالد أيضًا) من توبشام، ديفون، بالقرب من إكستر في إنجلترا. تم إدراج عيد تعميدها في سجلات كنيسة توبشام باريش في 31 ديسمبر 1825.:42 تم إدراجها على أنها 15 في تعداد 1841 لإكستر، مع عمل والدها كخياط؛ وعاشوا مع شقيقتها في ذلك الوقت: إليزابيث (10 سنوات) وإيما (8 سنوات). لم يتم احتساب والدتها جين في تعداد عام 1841. ربما كان لديها أيضًا شقيقان أكبر سناً كانا قد اختفيا من المنزل بحلول عام 1841: هارييت (عمدت في 14 يناير 1824) وماري جين (عمدت في 4 يونيو 1822): 42
في 26 يناير 1850، تزوجت من المحامي المتدرب دودلي وارد في كنيسة جميع القديسين في أبرشية روثرهيث، ساري. تم إدراج أختها إليزابيث ووالدها في وثيقة الزواج. بعد دخوله الحانة، انطلق ذا واردز إلى نيوزيلندا، ووصل في 29 سبتمبر 1854 إلى ويلينغتون في كورديليا. انخرطت واردز في الشؤون المدنية بعد ذلك بوقت قصير.

## العمل الإصلاحي

### ويلينجتون
كعضو في الكنيسة الميثودية البدائية،  كان من المتوقع أن تلعب دورًا نشطًا في التوعية الاجتماعية جنبًا إلى جنب مع جهود التحول الديني. كجزء من جهود جمع التبرعات لدعم النساء والأطفال من الجنود البعيدين الذين يقاتلون في حرب القرم، أقيم بازار خيري للسيدات في أثينا في 1 مايو 1855، والسيدة أ. تم إدراج وارد كصاحب كشك.
بعد ذلك بعام، أصبح دودلي وارد عضوًا في مجلس النواب في البرلمان النيوزيلندي الثاني، حيث يخدم في ناخبي ولاية ويلينجتون. كانوا يعيشون في منزل مستأجر في ثورندون فلات ولكن في غضون ثلاث سنوات قاموا بشراء منزل في ويلينجتون تيراس. لقد مرضت. ريتشموند تناول العشاء مع ذا واردز في سبتمبر 1857 وسرعان ما كتب بعد ذلك لزوجته: «السيدة وارد كانت جميلة جدًا لكنها تبدو مرهقة بسبب المرض». كانت لا تزال مريضة بعد أشهر: كتب القاضي وارد إلى زميله السير جون هول في مارس 1858 ليشرح له سبب عدم قدرته على القدوم إلى أوكلاند، قائلاً إنه كان مشغولاً بمواعيد المحكمة المحلية ولكن أيضًا «جزئيًا بسبب الحالة الصحية للسيدة وارد، وهو أمر محفوف بالمخاطر لدرجة أنني لا أجرؤ على مغادرة المقاطعة لفترة طويلة، مما يجعلها بالطبع غير قادرة تمامًا على السفر». ربما كانت تعاني من مرض السكري الذي يمكن أن يتسبب في ظهور مبكر لالتهاب كبيبات الكلى (GN)، في ذلك الوقت المسمى بمرض برايت والذي تسبب في النهاية في وفاتها. تشمل أعراض GN المزمنة فقر الدم، ارتفاع ضغط الدم، تورم الكاحلين والوجه، تورم وألم في البطن بالإضافة إلى نزيف أنفي متكرر.
في عام 1860 حصلت على وسام القديس ميخائيل والقديس جرجس، وسافرت إلى إنجلترا، لم تعد حتى 1863. ثم اشتروا هيا وزوجها منزلاً في ساحة ركنية من شارعي مولسورث وهاوكستون (بالقرب من مباني البرلمان اليوم في ويلينغتون). :70 تم تعيين القاضي وارد قاضيًا محليًا لدائرة كبيرة وكان غالبًا بعيدًا. احتفظوا بالمنزل في ولنجتون عندما انتقلوا في عام 1868 إلى دنيدن عندما تم تعيين القاضي وارد قاضيًا بالنيابة في المحكمة العليا.
عندما غادرت واردز ويلينجتون في عام 1868، كتبت صحيفة محلية تدعى "إندبندنت": "كان إحسان السيدة وارد من النوع الأكثر نشاطًا، وستفتقدها العديد من العائلات الفقيرة عندما تذهب. "السيدة وارد" التي جمعت "مبلغًا كبيرًا" من أجل ملجأ مجدلين في 1867-1868. كان جمع التبرعات هذا جزءًا من عمل جمعية ويلينجتون الخيرية التي كانت نشطة منذ عام 1867. كانت هذه المجموعة تقدم عادةً أموالًا أو خدمات للمهاجرين المعوزين، وكبار السن، والمرضى أو الفقراء الذين ليس لديهم أسرة لرعايتهم. ربما كانت وارد تقوم بهذا العمل أيضًا كجزء من جهودها البدائية للتوعية بالكنيسة الميثودية. إلى جانب تنظيم مطابخ الفقراء أو العمل مع المهاجرين الجدد، غالبًا ما تضمنت أعمال الكنيسة الإنجيلية إيجاد منازل للنساء العازبات اللائي يبحثن عن طريقة لكسب العيش بخلاف الدعارة.
عاش The Wards في دنيدن لمدة عامين فقط قبل الانتقال إلى وكيتيكا لمدة عام في عام 1870، ثم على الساحل الشرقي للجزيرة الجنوبية، حيث عاشوا في تيمارو حيث عاشوا في قصر كبير 'إيفرسلي' في بيلفيلد هيل في شارع الشمال: 151 تؤثر المشاكل الاقتصادية في ثمانينيات القرن التاسع عشر على صحة القاضي في الجزء الأول من العقد، وقد اصطحب آن معه لقضاء عام في الينابيع الساخنة في وايويرا، شمال أوكلاند. عند هذه النقطة، كان القاضي قد بدأ علاقة حب مع الكاتبة فرانسيس إيلين «ثورب» تالبوت (1850-1923) واشترى لها منزلًا في دنيدن: 120

### كرايستشيرش
في وقت ما من عام 1884 تقريبًا، انتقلت عائلة واردز إلى بيروود، وهو مجتمع ريفي صغير يقع في الشمال الشرقي من كرايستشيرش، ووفقًا للشائعات المحلية التي تم تسليمها إلى مؤرخ محلي، نادراً ما تحدثوا مع بعضهم البعض. هذا لم يمنعها من القيام بدور في الشؤون المدنية.
جعل قانون الترخيص لعام 1881 لنيوزيلندا أكثر اتساقًا بين لجان الترخيص المحلية وحظر الفتيات الراقصات في الأماكن التي يتم فيها بيع الخمور. في أبريل 1885، قادت آن وارد مندوبة نسائية - تمثل جميع مجتمعات الاعتدال في كرايستشيرش - مع القس ر. تايلور إلى السير جوليوس فوجل، عضو البرلمان الذي يمثل مدينة كريستشيرش الشمالية. لقد جاؤوا للضغط على Vogel لدعم حق المرأة في الاقتراع في المناقشات حول الخيار المحلي - نظرًا لأن «النساء كن، في حالات لا حصر لها، أكثر من يعاني من آثار حركة المشروبات.» وكانوا يأملون أن يحضر السير جوليوس فوغل من قبل البرلمان أن جميع النساء المتزوجات يحق لهن التصويت على كل مسألة بموجب قانون الترخيص. كانت تأمل أيضًا في مشروع قانون للتخلص من البرميدات. «لقد عاشت في فنادق، وشهدت شرور نظام الساقي».

## القيادة في الاتحاد النيوزيلندي للاعتدال المسيحي للمرأة
بحلول الوقت الذي تحدث فيه مندوب آن وارد مع جوليوس فوغل، كانت محاضرات الاعتدال التي ألقاها الاتحاد العالمي للاعتدال المسيحي للمرأة الأمريكية (WCTU) المبشرة العالمية ماري جرينليف كليمنت ليفيت قد لقيت استقبالًا جيدًا في العديد من المدن في نيوزيلندا. وصلت ليفيت إلى كرايستشيرش في مايو، وألقت أول محاضرة لها في المسرح الملكي في العاشر. ثم تحدثت ليفيت في الاجتماع السنوي لجمعية الاعتدال في كنيسة القديس يوحنا في الحادي عشر، وفي اليوم الثالث عشر، عقدت اجتماعًا للسيدات فقط في غرف جمعية الشبان المسيحية. من المحتمل أنه في أحد هذه الاجتماعات، التقى ليفيت وأصبح قريبًا من آن وارد.
غادر ليفيت نيوزيلندا بعد أن أنشأ سبعة فصول محلية تابعة لـ الاتحاد العالمي للاعتدال المسيحي للمرأة الأمريكية (بالإضافة إلى إعادة تنظيم النادي الأصلي في إنفركارجيل) وجمع أكثر من 4000 توقيع عريضة متعدد اللغات. تولت آن وارد دور الرئيس المؤقت، وبين سبتمبر 1885 ويناير 1886 سافر وارد عبر البلاد لإلقاء محاضرات حول الاعتدال وعمل الاتحاد العالمي للاعتدال المسيحي للمرأة الأمريكية. أنشأ وارد سبع نقابات فرعية أخرى بحلول نهاية يناير 1886:
- 3 سبتمبر 1885 - ويلينجتون
- 16 سبتمبر - نيلسون
- 5 أكتوبر 1885 - وانجانوي
- 27 أكتوبر 1885 - نيو بليموث
- 29 أكتوبر 1885 - الحويرة
- 31 أكتوبر 1885 - باتيا
- يناير 1886 - أشبورتون

### المؤتمر الوطني الأول لـ الاتحاد العالمي للاعتدال المسيحي للمرأة الأمريكية نيوزيلندا
نظم وارد الاجتماع الوطني الأول لاتحاد الاتحاد العالمي للاعتدال المسيحي للمرأة الأمريكية في نيوزيلندا. عُقد المؤتمر في ولنجتون في الكنيسة التجمعية، شارع وودوارد في 23 فبراير 1886. وكان من بين النواب «السيدة. أ. دودلي وارد، الرئيس المؤقت، كرايستشيرش؛ السيدة. أ. سنكلير، أوكلاند؛ السيدة. F. تروي، نابير؛ الآنسة سورلي، وانجانوي؛ السيدة. ر. هانتر، ويلينجتون؛ السيدة. ج. بليمر، ويلينجتون؛ السيدة. سي. بيكر، ويلينجتون؛ السيدة. العندليب، نيلسون. السيدة. إي باك، كرايستشيرش؛ السيدة. كلارك، كرايستشيرش؛ السيدة. روتون، كرايستشيرش؛ السيدة. روس، رانجورا؛ السيدة. سي فولتون، دنيدن.»  تمت قراءة برقية من اتحاد أومارو تطلب تعيين وكيل لتمثيل اتحادهم.
تم انتخاب أعضاء المكتب التاليين للسنة القادمة بالاقتراع: «السيدة أ. دادلي وارد، الرئيس؛ الآنسة سوزان بريت، السكرتيرة المقابلة؛ السيدة فاني تروي، أمين التسجيل؛ السيدة سي. ك. بيكر، أمين الخزانة. تم انتخاب الأعضاء التاليين كمشرفين الإدارات: السيدة أ. دودلي وارد، العمل الإنجيلي؛ السيدة ج.كلارك، التشريع والالتماسات الامتياز؛ السيدة هينتون، الطهارة الاجتماعية؛ السيدة ماي، النظافة؛ السيدة إتش سنو، التأثير في الصحافة؛ السيدة. إي إي باك، نبيذ غير مخمر؛ السيدة ك. فولتون، عمل الأحداث؛ السيدة ج. بليمر، غول وورك؛ الآنسة سورلي، عمل الشابات؛ السيدة Brame، العمل في المنزل السكارى؛ السيدة باترسون، العمل بين الشابات.» تم تعيين السيدة رايت من ويلينجتون مندوبة في تحالف نيوزيلندا للاعتدال. اجتماع اللجنة التنفيذية في مسكن وارد الخاص في شارع مولسوورث في 26 فبراير 1886. «تمت الإشارة بامتنان شديد إلى السيدة ماري كليمنت ليفيت، كمؤسسة لاتحاد النساء المسيحيين للاعتدال في نيوزيلندا، وتم الإدلاء بشهادة عن عملها الدؤوب من المحبة في هذه المستعمرة، التي تنتج بالفعل حصادًا وفيرًا».
ذكرت 1886 دقيقة أيضًا أن آن وارد تحدثت في اجتماع مفتوح للجمهور في مدرسة كنيسة سانت جون في 24 فبراير. ترأس الاجتماع السيد إبينيزر بيكر، وإلى جانب آن وارد، السيدة. فولتون، سيدة. وراتون، ورئيس الوزراء السابق وعضو البرلمان السير ويليام فوكس، كان جالسًا على المنصة. تقدم المحضر مقتطفات من خطاب وارد في تلك الليلة:
«كان هدفهم العظيم [من الاتحاد العالمي للاعتدال المسيحي للمرأة الأمريكية هو التخلص من المشروب، وإخراجه من الأرض تمامًا - (تصفيق) - قليلًا، وقليلًا، حتى اختفى تمامًا. عندما السيدة جاءت ليفيت إلى هنا قبل ثمانية أشهر، وقامت بتنظيم النقابات في أوكلاند، ونابير، وكريستشيرش، ودونيدين، وإنفركارجيل، وأماكن أخرى. لقد حاولت تنظيم اتحاد في ويلينغتون، لكنها لم تنجح لسبب أو لآخر، وكانت محبطة للغاية نتيجة لذلك. بناءً على طلبها، قامت (السيدة. وارد) قبلت رئاسة النقابات؛ وبعد ذلك ببضعة أشهر جاءت إلى ويلينغتون، ونجحت بشكل جيد للغاية.» 
وبحسب مراسل الصحيفة، فإن الجمهور البالغ قرابة 100 شخص سمع «خطاب وارد الإنجيلي». كما تضمنت إعلان وارد أن قاعة بلو ريبون في ويلينجتون ظلت مفتوحة كل ليلة من الساعة 7:30 إلى 10 مساءً حيث يمكن إحضار السكارى وتحويلهم. وصفت كيف ذات ليلة تم إحضار ثلاثة رجال مخمورين في ليلة واحدة وبدأوا العمل مع جيش الخلاص في ويلينغتون. إجمالاً، كان هناك خمسة عشر فصلاً من الاتحاد العالمي للاعتدال المسيحي للمرأة الأمريكية تم الإبلاغ عنها بإجمالي تقريبي للعضوية يبلغ 700.

### المؤتمر الوطني الثاني الاتحاد العالمي للاعتدال المسيحي للمرأة الأمريكية نيوزيلندا
عُقد المؤتمر الوطني الثاني لـ الاتحاد العالمي للاعتدال المسيحي للمرأة الأمريكية في كرايستشيرش في 23 فبراير 1887، برئاسة آن وارد. أدى وارد صلاة افتتاحية ثم ألقى كلمة ركز فيها على آية الكتاب المقدس، فيل. الثالث، 14: «أنا أضغط نحو العلامة لجائزة دعوة الله السامية في المسيح يسوع». السيدة. تم انتخاب إيما باك من كرايستشيرش رئيسة للسنة التالية. قدمت وارد تقريرًا عن عملها في إدارة دروس الطبخ في كرايستشيرش، وأن الجزارين قدموا اللحوم للحساء للفقراء. في ذلك العام، نظمت الاتحاد العالمي للاعتدال المسيحي للمرأة الأمريكية التماسين للحصول على حق المرأة في التصويت وقعت عليهما 350 امرأة وتم تقديمهما إلى مجلس النواب؛ وذكروا أن السير جوليوس فوجل قدم مشروع قانون حق المرأة في التصويت والذي من شأنه أن يمنحهن أيضًا الحق في الجلوس في البرلمان ولكن تم سحبه في مرحلة اللجنة.

### المؤتمر الوطني الثالث الاتحاد العالمي للاعتدال المسيحي للمرأة الأمريكية نيوزيلندا
في المؤتمر الوطني الثالث لـ الاتحاد العالمي للاعتدال المسيحي للمرأة الأمريكية في دنيدن في 22 فبراير 1888، ذكرت المحاضر أن آن وارد أنشأت روضة أطفال مجانية في أوكلاند كانت تقدم العشاء ولديها حضانة للأطفال الرضع من الأمهات العاملات. لم تكن المدرسة مدعومة من قبل مجلس التعليم في أوكلاند،  ولكنها اعتمدت على المساهمات الخاصة لدعم تجديد المبنى (تبرع مجلس المدينة باستخدام المكتبة العامة المجانية السابقة في هاي ستريت)،  توفير الرعاية والفحوصات الطبية وإطعام ما يقرب من 1000 طفل دون سن الخامسة من يونيو 1887 إلى 1899 بعد وفاة آن وارد.
تم تعيين القاضية وارد قاضية بالإنابة في المحكمة العليا في أوكلاند وإنفركارجيل في ربيع عام 1887، لذلك انتقلوا إلى أوكلاند حيث بدأت على الفور في المشاركة في أنشطة الاعتدال  والكنيسة. ومع ذلك، فقد تم إدراجها في تقرير الاتحاد العالمي للاعتدال المسيحي للمرأة الأمريكية كمراقب وطني لرياض الأطفال بعنوان بارك تراس، كرايستشيرش. :210 استقالت من هيئة الرقابة عام 1889.

### المؤتمر الوطني الرابع الاتحاد العالمي للاعتدال المسيحي للمرأة الأمريكية نيوزيلندا
أثناء مؤتمر الاتحاد العالمي للاعتدال المسيحي للمرأة الأمريكية لعام 1889، أشارت الرئيسة كاثرين فولتون إلى آن وارد التي تعيش في أوكلاند. قبل أسابيع قليلة فقط، كان القاضي وارد قد استقال من منصب القائم بأعمال قاضي المحكمة العليا لأنه لم يتم تعيينه في التعيين الدائم. :211 عاد هو وزوجته إلى كرايستشيرش حيث عاشا في 98 بارك تيراس خلال تسعينيات القرن التاسع عشر. :263
في اجتماع الاتحاد العالمي للاعتدال المسيحي للمرأة الأمريكية في بلدة على بعد 20 كيلومترًا شمال كرايستشيرش، تحدثت كيت شيبارد عن الامتياز في غرفة مدارس كايابوي ويسليان في 1 أكتوبر 1890. ثم تم تعيين آن وارد مشرفة على الامتياز في كايابوي،  «وتقرر أن يُطلب من المرشحين للانتخابات البرلمانية التعبير عن آرائهم بشأن حق المرأة في الانتخاب.» 

### التماسات حق المرأة في الاقتراع 1891، 1892، 1893
في عام 1891، أرسلت الاتحاد العالمي للاعتدال المسيحي للمرأة الأمريكية بقيادة آني جين شناكنبرج إلى مجلس النواب ثمانية التماسات للحصول على حق المرأة في التصويت وقعت عليها أكثر من 9000 امرأة. قدم السير جون هول مشروع قانون حصل على دعم الأغلبية لكنه هزم بفارق ضئيل في المجلس التشريعي. بدأت آنا ستاوت أول اتحادات الامتياز النسائية في دنيدن في عام 1892، وتبعتها الناشطات في عدة مدن أخرى (على سبيل المثال، آمي دالدي في أوكلاند) بعد ذلك بوقت قصير. وقعت آن وارد على عريضة امتياز الاتحاد العالمي للاعتدال المسيحي للمرأة الأمريكية في عام 1892 باسم «آني وارد، كايابوي» (الصحيفة 198)، ثم مرة أخرى في عام 1893 عندما تم تقديم ثلاثة عشر عريضة موقعة من قبل ما يقرب من 32000 امرأة إلى مجلس النواب. هذه المرة، أقر مشروع القانون الانتخابي الذي قدمه ريتشارد سيدون المجلس التشريعي ووافق عليه الحاكم في 19 سبتمبر 1893. منح هذا القانون جميع المواطنات البالغات (باستثناء نزلاء السجون والمصحات) الحق في التصويت في الانتخابات العامة التي أجريت. في نوفمبر (للبيض) وديسمبر (للماوري).

### التصويت
يُظهر السجل الانتخابي لنيوزيلندا لعام 1896 أن «آن وارد» تعيش في كايابوي، كانتربري، وكانت وظيفتها «واجبات منزلية». في هذه الأثناء، يظهر زوجها في السجل الانتخابي لعام 1896 لكريست تشيرش، ويعيش في 98 بارك تيراس ويعمل قاضياً في محكمة المقاطعة.

## اعتلال الصحة والموت
توفيت آن وارد في منزل زوجها، 98 بارك تيراس، في كرايستشيرش في 31 مايو 1896. لم يكن موجودًا منذ أن كان في دنيدن واضطر إلى الذهاب بالقطار السريع للوصول إلى هناك. بقيت على قيد الحياة من قبل زوجها حتى عام 1913. سجلت الدكتورة د. دبليو. أوفيندين وفاتها باسم «مرض برايت». :265 يُسمى أحيانًا أيضًا التهاب الكلية، مرض برايت هو مرض كلوي، إذا لم يتم علاجه على الفور بالمضادات الحيوية (غير متوفر في زمن وارد)، فإنه يؤدي إلى الفشل الكلوي والوفاة. جنازتها كان يديرها جاس. Lamb & Son وعُقد يوم 3 يونيو الساعة 2 ظهرًا في مقبرة بيروود الأنجليكانية. قدمت صحيفة ليتيلتون تايمز نعيًا قصيرًا:
كان العديد من أصدقاء السيدة. سيأسف مجلس الإنماء والإعمار وارد، زوجة القاضي الفخري وارد، لسماع خبر وفاتها، الذي حدث في منزلها يوم الأحد. اشتهرت السيدة المتوفاة بحسن تصرفها واهتمامها بالفقراء وفي الشؤون الدينية.
لقد دُفنت في ما يسمى الآن بمقبرة كنيسة جميع القديسين، ولقبها على شاهد قبرها عبارة: `` لأخذها الله سبحنا ''. لليسار رحمهم الله '. عندما توفي القاضي وارد في دنيدن عام 1913، أرسلت زوجته الثانية فرانسيس "ثورب" وارد جثته ليدفن بجانب آن مع النقش التالي على شاهد القبر: "بعد سنوات طويلة من المحاكمة والحزن يأتي تشارلز دادلي روبرت وارد ليضع جثمانه القلب المنهك بجانبها التي كان أعزّها على الإطلاق ''. لم يكن لدى الأجنحة أطفال.

## موارد
- Adams، Geoff (2011). Judge Ward: An 'infamous' New Zealand colonist and his two celebrity wives. Dunedin, NZ: Geoff Adams.
- Bunkle، Phillida (1980). "The Origins of the Women's Movement in New Zealand: The Women's Christian Temperance Union 1885–1895". في Bunkle، Phillida؛ Hughes، Beryl (المحررون). Women in New Zealand Society. Sydney, AUS: George Allen & Unwin. ص. 52–76.
- Minutes of the New Zealand Women's Christian Temperance Union, 'For God, and Home, and Humanity' at the First Annual Meeting, Held in Wellington, 23rd February, 1886 (ط. New Zealand Electronic Text Collection, Victoria University of Wellington, NZ). Wellington, NZ: Lyon & Blair, Printers. 1886. مؤرشف من الأصل في 2020-11-17.
- Peryman، Mrs. N. (1930). "VIII: Woman and the Movement". في Murray، J. Malton؛ Cocker، Rev. J. (المحررون). Temperance and Prohibition in New Zealand (ط. New Zealand Electronic Texts Collection, Victoria University of Wellington). London, England: The Epworth Press. مؤرشف من الأصل في 2020-11-16. اطلع عليه بتاريخ 2020-10-25.
- Wood، Jeanne (1986). A Challenge Not a Truce: a history of the New Zealand Women's Christian Temperance Union, 1885–1985. Nelson, NZ: The Union.